# Zmijivská tepelná elektrárna
Zmijivská tepelná elektrárna je uhelná elektrárna ve městě Slobožanske v Charkovské oblasti na Ukrajině. Výstavba začala v roce 1960 a postupně bylo zprovozněno několik bloků. Od roku 1995 je součástí státní společnosti Centrenergo. Počátkem roku 2022 měla elektrárna vyrábět 2 270 MW a měl být v provozu pouze jeden blok z deseti. Důvodem byly zejména nedostatečné dodávky uhlí.

## Ruská invaze na Ukrajinu
Součástí ruské invaze na Ukrajinu jsou systematické útoky na ukrajinskou energetickou infrastrukturu. 
Dne 11. září 2022 byl hlášen v elektrárně požár, který odřízl část Charkovské oblasti od přívodu proudu.
Rozsáhlý raketový útok na elektrárnu podniklo Rusku v 22. března 2024, který ji z velké části zničil. Následně elektrárnu navštívil ukrajinský ministr energetiky Herman Haluščenko, který přislíbil pomoc s její obnovou a opravami. Podle provozovatel Centerenerho byly všechny jednotky zničeny, přičemž stupeň zničení je různý, od úplného po významné. Koncem března podnik prochází demolicemi a k většině zařízení není přístup, aby bylo možné přesněji posoudit rozsah poškození.

## Galerie

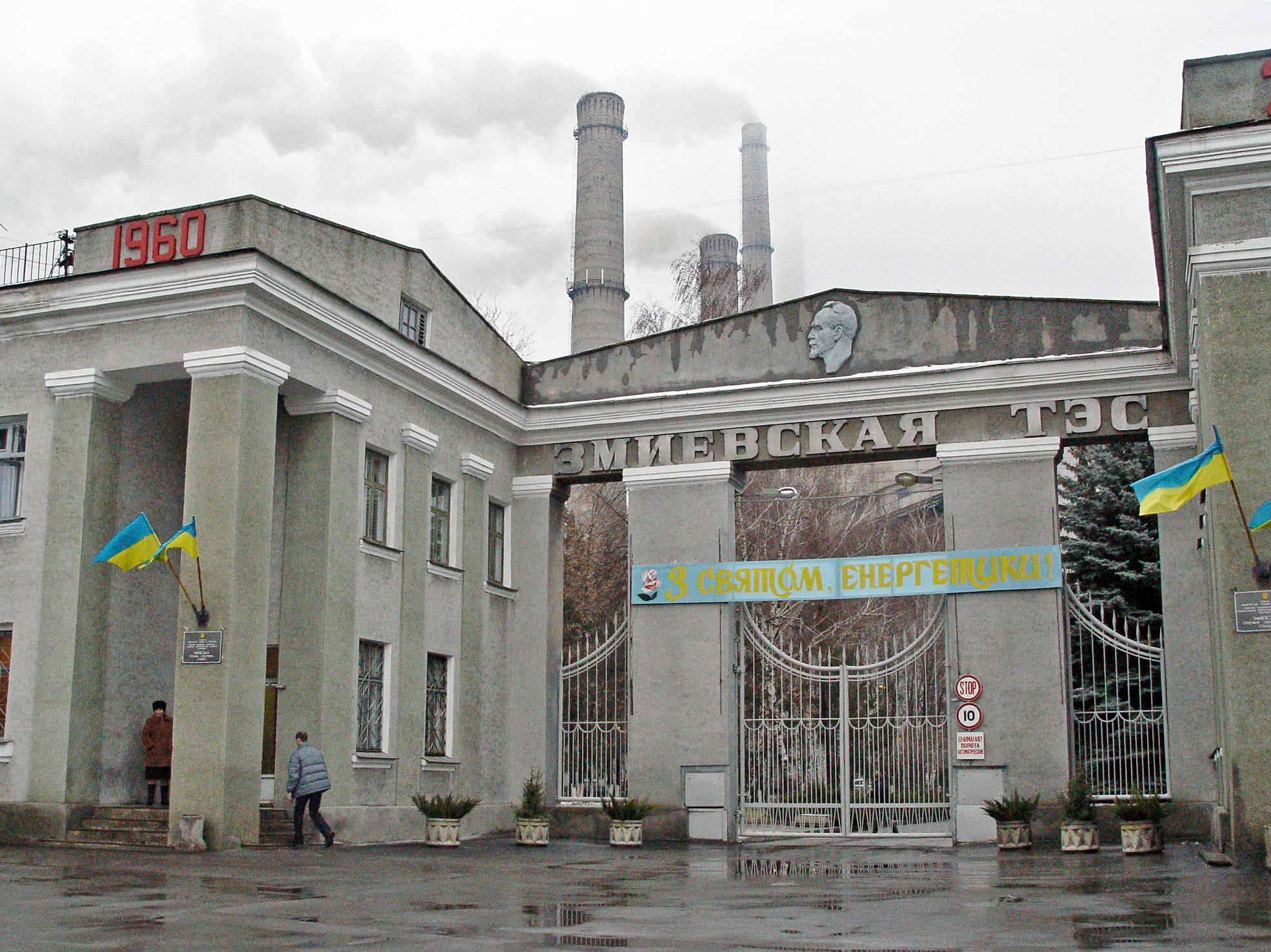
Vstup do elektrárny (prosinec 2003)
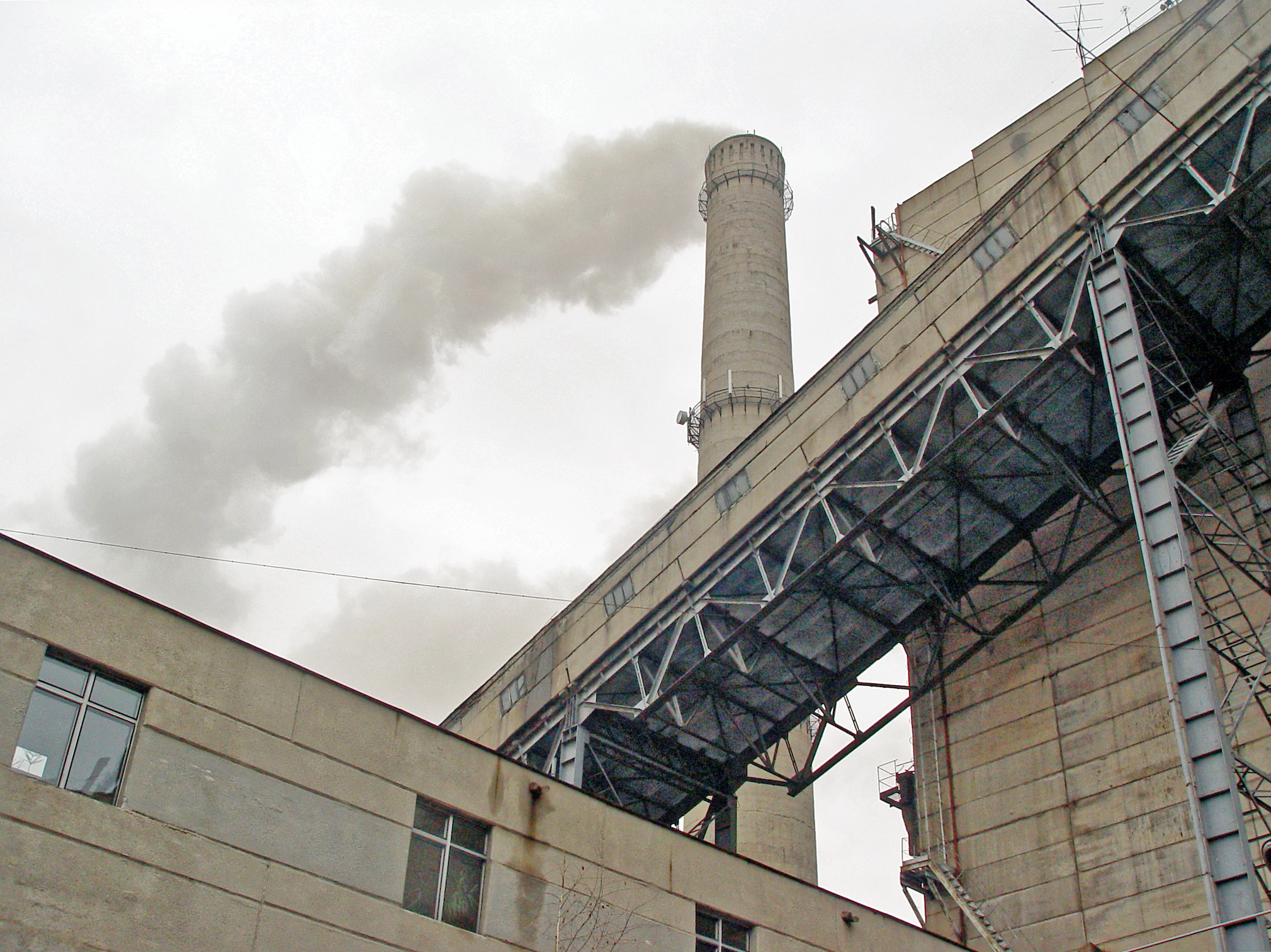
Dopravník uhlí
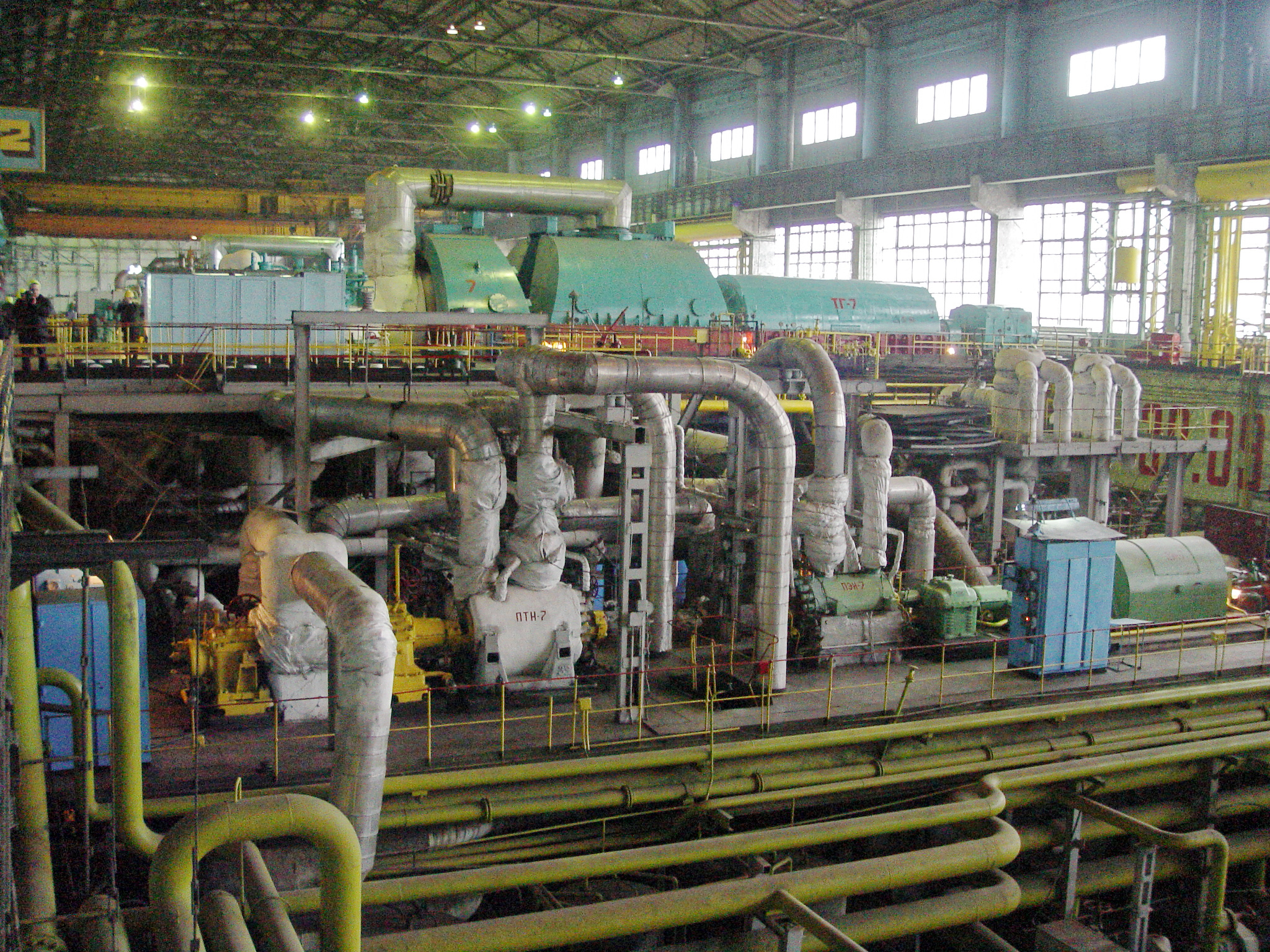
Technická část s generátorem (prosinec 2003)
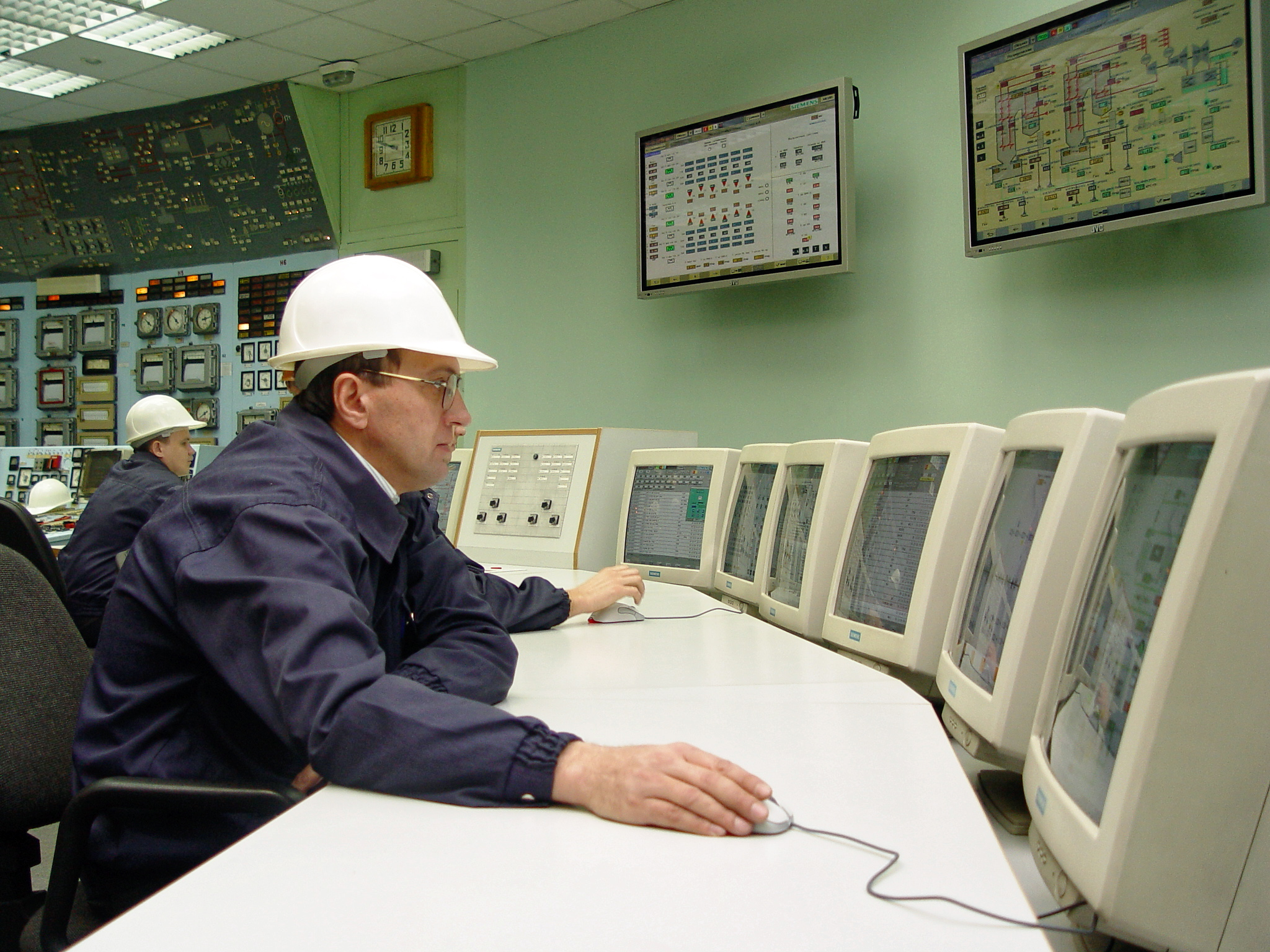
Velín, prosinec 2003
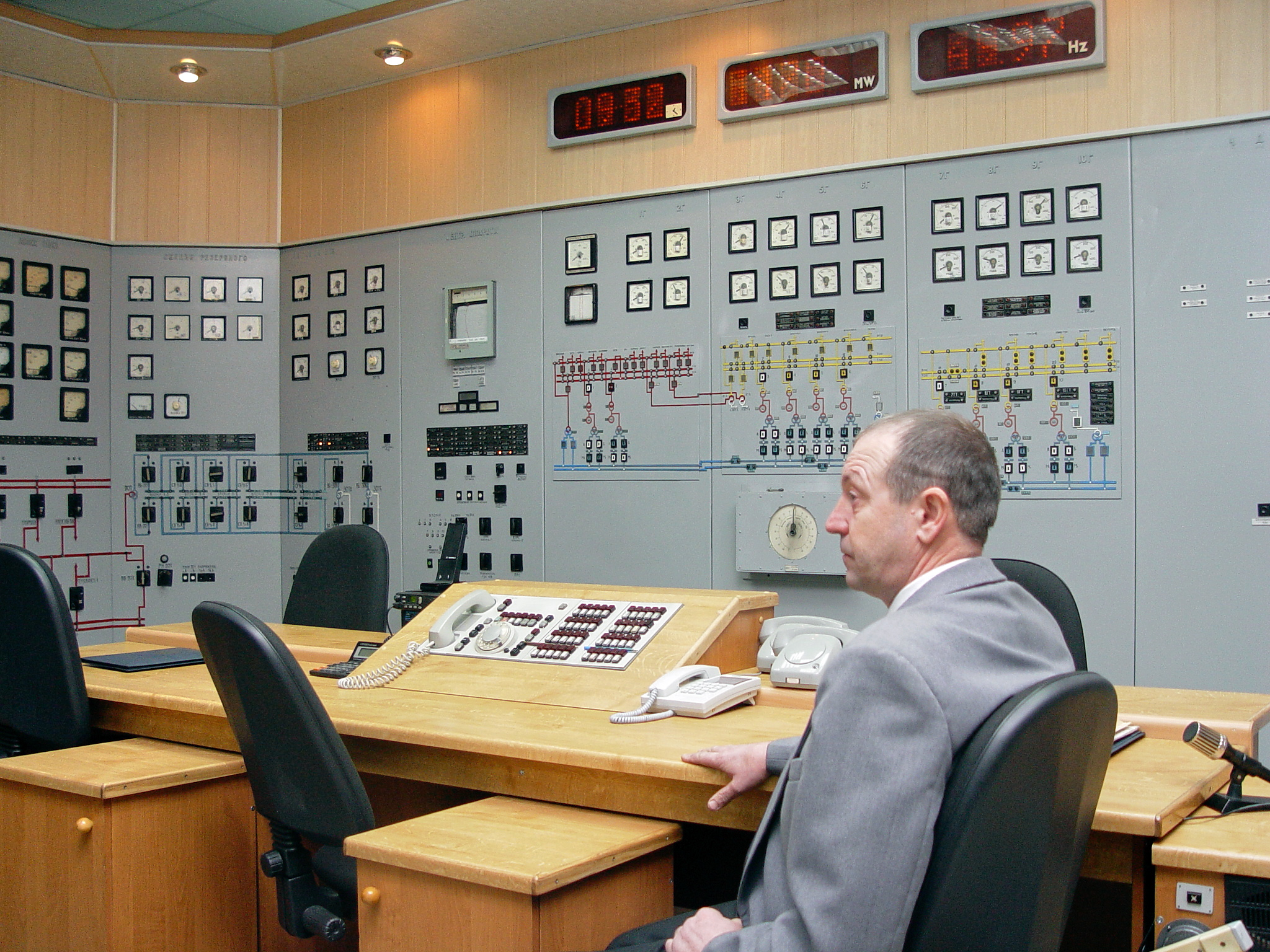
Část velína (prosinec 2003)